# تقویت (روانشناسی)
تقویت' (به انگلیسی Reinforcement) مفهومی در روان‌شناسی و علوم رفتاری است. منظور از تقویت رفتارها از طریق پس آیندهای مثبت و منفی به صورت مکرر است. تقویت' نشان می‌دهد که رفتارهایی که با پیامد مثبت همراه هستند تمایل بیشتری به تکرار شدن دارند.

### تقویت مثبت
تقویت' مثبت، زمانی اتفاق می‌افتد که یک رویداد یا محرک دلپذیر به عنوان پیامد به یک رفتار ارایه شود. پس از آن احتمال اینکه این رفتار در موقعیت‌های مشابه روی دهد افزایش می‌یابد.

### تقویت منفی
تقویت منفی با ارایه یک محرک ناخوش آیند برای فرد گرایش او به انجام رفتار در شرایط مشابه را کاهش می‌دهد. به بیان دیگر، نرخ بروز رفتارهایی مانند اجتناب یا گریز از موقعیت‌های خاص یا محرک خاص را افزایش می‌دهد.

## تاریخچه
مفهوم رفتارگرایی در اوایل قرن بیستم میلادی توسط جی بی واتسون یکی از بنیان‌گذاران این مکتب فکری در سال ۱۹۱۳ در مقاله با عنوان «روانشناسی از دیدگاه رفتاری» آغاز گشت. او تاکید کرد که روان‌شناسی باید به مطالعهٔ رفتار قابل مشاهد تمرکز کند و از بررسی حالات درونی مانند احساسات و افکار خودداری کند. پس از واتسون بوریس فردریک اسکنیر در ۱۹۳۰ و دههٔ چهل قرن بیستم، مفهوم بازتهمانی و کارکردهای آن به عنوان نیرویی مهم در شکل دهی به رفتار انسان در نظر گرفت.